# カイウス (ローマ教皇)
カイウス（Caius）またはガイウス（Gaius, ? - 296年4月22日?）は、ローマ教皇（在位：283年12月17日 - 296年4月22日）。
ガイウスの息子であり、コンコルディウスの聖スザンナによればディオクレティアヌスの親族である。その墓は元の碑文とともに、教皇カリストゥス1世のカタコンベから見つかっている。墓の中には、封蝋に使われていた指輪が残されていた。
カイウスの記念日は、教皇ソテルと同じく4月22日である。絵画では教皇冠を着け、聖ネレウスと並んで描かれる。カイウスはダルマチアとヴェネツィアで尊崇されている。